# Juan Ignacio Barrero
Pour les articles homonymes, voir Barrero.
Juan Ignacio Barrero Valverde, né le 29 juin 1943 à Mérida, est un homme d'État espagnol appartenant au Parti populaire (PP).

## Biographie

### Études et profession
Après avoir effectué des études de droit, il obtient le titre de graduado social (expert juridique en droit du travail et droit social), puis devient avocat.
Par ailleurs, il a occupé un poste de professeur de droit constitutionnel au sein de l'université nationale d'enseignement à distance (UNED).

### Vie privée
Il est marié et père de trois enfants.

## Activités politiques
Adhérent d'Alliance populaire (AP), il se présente aux élections municipales de 1979 à Mérida mais perd le scrutin. Quatre ans plus tard, il est élu député régional à l'Assemblée d'Estrémadure.
Il est réélu au parlement d'Estrémadure le 10 juin 1987, puis est élu second secrétaire du bureau. Il entre au Sénat lors des élections sénatoriales du 29 octobre 1989. Il ne se représente pas aux régionales du 26 mai 1991.
En 1993, il devient le nouveau président du Parti populaire d'Estrémadure. Le 6 juin de la même année, il est réélu sénateur.
Deux ans plus tard, il est candidat à la présidence de la Junta (gouvernement régional), à l'occasion des élections régionales organisées le 28 mai 1995, contre le socialiste Juan Carlos Rodríguez Ibarra. Il perd le scrutin avec 27 sièges sur 65, mais empêche Ibarra de conserver sa majorité absolue.
Réélu sénateur aux élections générales anticipées du 3 mars 1996, Juan Ignacio Barrero est élu président du Sénat par 238 voix le 27 du même mois. Il quitte ce poste moins de trois ans après, le 8 février 1999, pour se présenter une seconde fois aux élections régionales en Estrémadure, le 25 mai.
Le jour du scrutin, il gagne un élu avec 28 députés, mais les socialistes retrouvent leur majorité absolue.
Élu au Congrès des députés lors des élections législatives du 12 mars 2000, il renonce à la présidence du PP en Estrémadure, puis à son siège de député en octobre, et se retire de la vie politique.